# Gonioneura spinipennis
Gonioneura spinipennis är en tvåvingeart som först beskrevs av Alexander Henry Haliday 1836.  Gonioneura spinipennis ingår i släktet Gonioneura och familjen hoppflugor. Arten är reproducerande i Sverige. Inga underarter finns listade i Catalogue of Life.